# Bunpenang
Bunpenang is een bestuurslaag in het regentschap Sumenep van de provincie Oost-Java, Indonesië. Bunpenang telt 1606 inwoners (volkstelling 2010).